# Модульный принцип
Модульный принцип — принцип, указывающий на возможность вместо части системы исследовать совокупность её входных и выходных воздействий (абстрагироваться от излишней детализации).

## Примеры использования
Благодаря использованию вышеназванного принципа появляется возможность создания большого разнообразия товаров из одного набора основных компонентов. Однако, подобное утверждение справедливо преимущественно по отношению к наукоёмким отраслям. В качестве примера можно рассмотреть производство компьютеров. К основным составным частям — модулям компьютера можно отнести:
1. Монитор
2. Системный блок:
  1. Процессор
  2. Материнская плата.
  3. Блок питания.
  4. Дисководы: привод оптических дисков, гибких дисков и прочие.
  5. ОЗУ.
  6. Жёсткий диск
  7. Платы расширения например: видеокарта, звуковая карта, сетевая карта и прочие.
3. Компьютерная мышь
4. Клавиатура.

и другие устройства.
Из набора этих модулей возможно создать большое разнообразие компьютеров (сложных технических систем), отличающихся друг от друга производительностью, назначением (домашний, офисный, сервер приложений и т. п.), архитектурой (x86, MIPS, ARM), платформой (Windows NT, Linux и другие).
Применение:
- Модульные ноутбуки[1]
- Модульные смартфоны (см. Категория:Модульные смартфоны)